# Heilgeiststraße 65 (Stralsund)

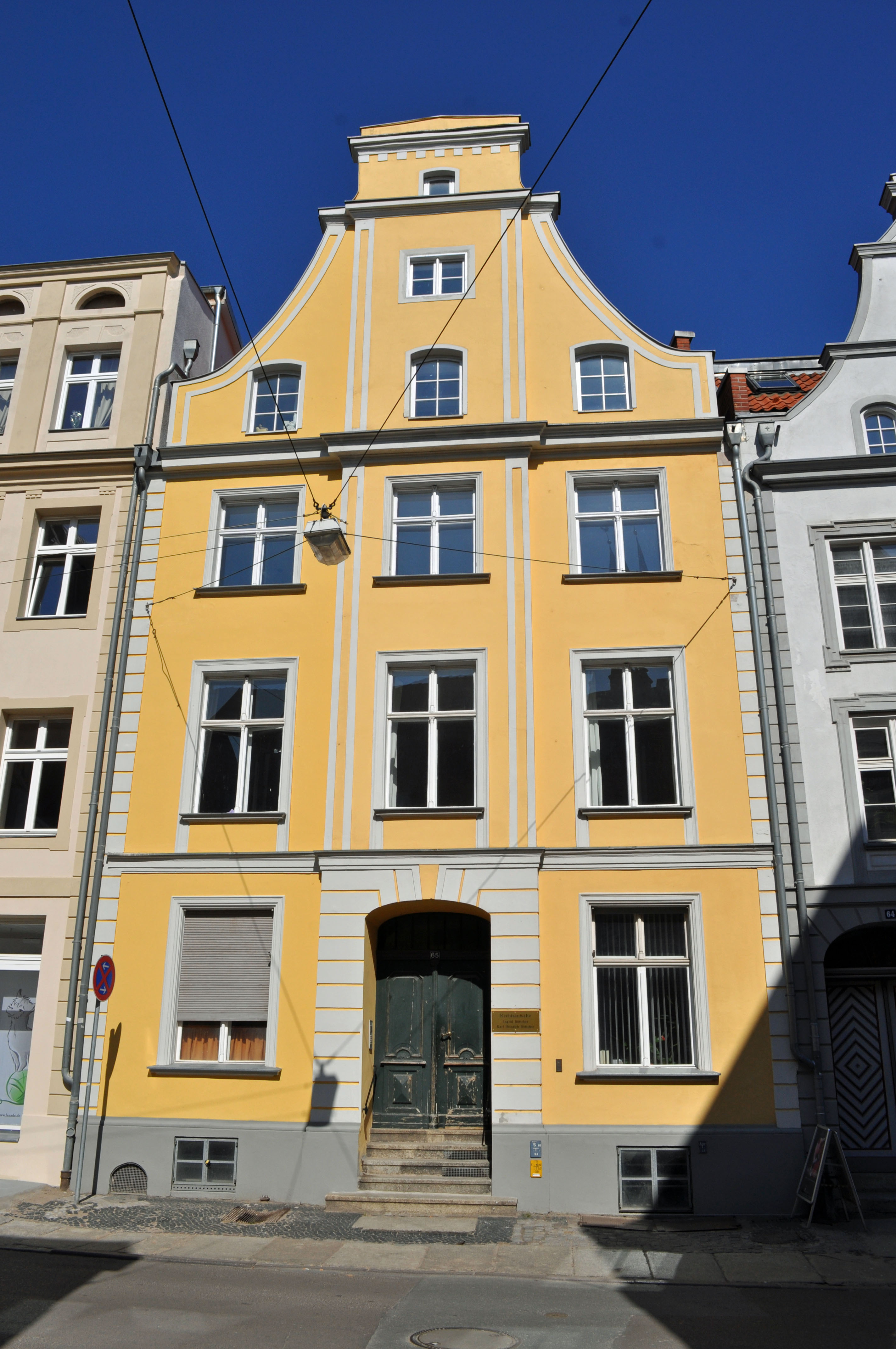
Das Haus Heilgeiststraße 65 in Stralsund (2012)

Das Gebäude mit der postalischen Adresse Heilgeiststraße 65 ist ein denkmalgeschütztes Bauwerk in der Heilgeiststraße in Stralsund.
Der dreigeschossige und dreiachsige giebelständige Putzbau wurde in der zweiten Hälfte des 18. Jahrhunderts errichtet, der Kern ist älter.
Die Fassade ist im Erdgeschoss durch das mittige, leicht vorgezogene, segmentbogige Portal mit genuteter Rahmung geprägt. Die Mittelachse wird bis hinauf in den Schweifgiebel durch Lisene flankiert.
Das Haus liegt im Kerngebiet des von der UNESCO als Weltkulturerbe anerkannten Stadtgebietes des Kulturgutes „Historische Altstädte Stralsund und Wismar“. In die Liste der Baudenkmale in Stralsund ist es mit der Nr. 336 eingetragen.